# Внутрішньоміська територія (Росія)
Внутрішньоміська́ терито́рія мі́ста федера́льного зна́чення — тип муніципальних утворень, який існує з 2006-го в містах федерального значення Москва та Санкт-Петербург.
Внутрішньоміське муніципальне утворення є самостійним муніципальним утворенням, в межах якого місцеве самоврядування здійснюється населенням безпосередньо та (або) через виборні й інші органи місцевого самоврядування.
Місцеве самоврядування на території муніципального утворення здійснюється відповідно до Конституції Російської Федерації, федеральних законів, Статуту міста федерального значення та Статуту внутрішньоміського муніципального утворення.
Використовувані в законодавстві поняття «внутрішньоміська територія міста федерального значення» та «внутрішньоміське муніципальне утворення в місті федерального значення» ідентичні за своїм змістом.
У Москві існує 125 внутрішньоміських муніципальних утворень, у Санкт-Петербурзі — 111.
З 2006-го всі внутрішньоміські муніципальні утворення в інших містах припинили існувати.